# يونس الرشيدي
يونس بن يونس بن عبد القادر بن أحمد الأثري الرشيديّ الشافعيّ فلكي مصري من أهل رشيد، له اشتغال بالحديث.

## مؤلفاته
- «غاية السول، في شرح العشرة فصول - خ»
- «تحفة أهل المعرفة بفضائل يوم عرفة»
- «الدرر في مصطلح أهل الأثر» متن مختصر في مصطلح الحديث، شرحه سنة 1020 وسمى الشرح «تحفة أهل النظر»
- «عمدة الرائض في علم الفرائض»
- «المقاصد السنية بشرح فرائض الرحبية»

## وفاته
توفي بعد عام 1020 هجري.